# الدورة 28 للجنة التراث العالمي
الدورة الثامنة والعشرين للجنة التراث العالمي انعقدت في الفترة ما بين 28 يونيو وحتى 7 يوليو من العام 2004، وذلك في مدينة سوجو بالصين.

## الأعضاء
- الأرجنتين
- بنين
- تشيلي
- الصين
- كولومبيا
- مصر
- الهند
- اليابان
- الكويت
- لبنان
- ليتوانيا
- هولندا
- نيوزيلندا
- نيجيريا
- النرويج
- عُمان
- البرتغال
- روسيا
- سانت لوسيا
- جنوب إفريقيا
- المملكة المتحدة